# Milena Milojević Sheppard
Milena Milojević Sheppard, slovenska jezikoslovka, * 9. december 1948, Kamnik.
Leta 1972 je na ljubljanski filozofski fakulteti diplomirala iz anglistike in rusistike in prav tam 1991 tudi doktorirala iz jezikovnih znanosti. V letih 1975−1985 je bila kot lektorica in predavateljica za angleščino zaposlena na Fakulteti za sociologijo, politične vede in novinarstvo v Ljubljani, od 1985 dalje pa deluje na Filozofski fakulteti v Ljubljani, od 1998 kot izredna profesorica za angleški jezik.